# Shine-Dalgarno-Sequenz
Die Shine-Dalgarno-Sequenz ist eine Sequenz der mRNA bei Prokaryoten, welche ganz oder teilweise Teil der ribosomalen Bindungsstelle (RBS) ist. Sie wird von den Ribosomen erkannt und markiert damit den Startpunkt der Translation. Im Jahre 1975 entdeckten J. Shine und L. Dalgarno die Basenpaarung zwischen mRNA und 16S rRNA bei Prokaryoten.
Der Sequenzabschnitt auf der mRNA, der komplementär zur 16S rRNA ist, wird als Shine-Dalgarno-Sequenz 5'…AGGAGGU…3'bezeichnet. Die Sequenz, die auf der 16S rRNA komplementär zur Shine-Dalgarno Sequenz liegt, wird mitunter als Anti-Shine-Dalgarno Sequenz bezeichnet. Mittels RNA-Protein-Crosslinking-Experimenten wurden die Proteine S1 und S21 als jene bestimmt, die mit dem 3'-Ende der 16S rRNA wechselwirken und bei der Initiation der Translation beteiligt sind.
Die mRNA besitzt vor dem Translationsstartpunkt (Startcodon) eine sogenannte Leader-Sequenz, auch 5'-Nicht-Kodierungsbereich (5'-UTR für 5' untranslated region) genannt. Diese besitzt, entgegen früheren Annahmen, eine entscheidende Funktion für die Translation: Der Abschnitt, der 4–14 Nukleotide vor dem Startcodon liegt, geht Basenpaarungen mit komplementären Sequenzen am 3'-Ende der 16S rRNA ein und ermöglicht so ein Binden der 30S-Untereinheit des Ribosomen.
Die Länge des komplementären Abschnittes und sein Abstand vom Start-Codon bestimmen die Stabilität des Initiationskomplexes.
Bei Eukaryoten übernimmt die Kozak-Sequenz die Funktion der Shine-Dalgarno-Sequenz.